# George Murray (militare)
George Murray (Perth, 6 febbraio 1772 – Londra, 28 luglio 1846) è stato un generale britannico.

## Origini ed istruzione
Murray nacque a Perth, secondogenito di sir William Murray di Ochtertyre, 5° baronetto, e fu educato presso la Royal High School di Edimburgo e l'università di Edimburgo.

## Carriera militare
Nel 1789 Murray ottenne un incarico nel 71º fanteria, col quale raggiunse il grado di capitano nel 1794, servendo nelle Fiandre (1794–95), nelle Indie Occidentali, in Inghilterra ed in Irlanda. Nel 1799 divenne tenente colonnello e si guadagnò una buona reputazione nel 1808–1811 durante la guerra d'indipendenza spagnola, operando agli ordini del duca di Wellington e ricevendo nel 1809 la promozione a colonnello. Dopo un breve periodo passato in Irlanda, Murray tornò in Spagna come maggior generale (1813–14) e gli fu conferito nel 1813 l'Ordine del Bagno. Si trasferì per breve tempo in Canada dal dicembre 1814 al maggio 1815, e qui fu nominato temporaneamente tenente governatore dell'Alto Canada. Tornò in Europa dopo la fuga di Napoleone Bonaparte dall'isola d'Elba, ma giunse troppo tardi per prendere parte alla battaglia di Waterloo.
Dopo il cessate il fuoco, Murray si stabilì in Francia come capo di stato maggiore dell'esercito di occupazione, prima di venire nominato governatore del Royal Military College Sandurst (1819). Nel 1820 gli fu conferita una laurea honoris causa dell'università di Oxford, e nel 1824 fu nominato membro della Royal Society. Nel 1825 sposò Lady Louisa Erskine, vedova di sir James Erskine of Torrie (1772–1825). In seguito divenne tenente generale di Ordnance, e poi comandante in capo d'Irlanda, ma nel 1828 si ritirò diventando segretario coloniale. Tra il 1834 ed il 1835, e tra il 1841 ed il 1846, fu master-General of the Ordnance.

## Carriera politica
Murray fu Tory e conservatore in politica. Fu deputato per il Perthshire tra il 1824 ed il 1832, e tra il 1834 ed il ritiro del 1835. Fu segretario di Stato per la Guerra e le Colonie dal 1828 al 1830. Partecipò anche alle elezioni del 1837 a Westminster e del 1839 e 1841 a Manchester, ma senza successo.

## Altre cariche pubbliche
Murray fu anche presidente della Royal Geographical Society (1833–1835) e governatore del castello di Edimburgo. Il 7 settembre 1829 fu nominato governatore di Fort George.

## Vita privata
Murray morì nel luglio 1846, all'età di 74 anni, e fu sepolto nel Kensal Green Cemetery di Londra. Le sue carte e le mappe furono donate alla National Library of Scotland da una pronipote nel 1913.

## Retaggio
Tra i memoriali ai governatori della cappella della Royal Military Academy di Sandhurst si trova scritto:
In Memory of General the Right Hon. Sir George Murray, G.C.B., G.C H., Colonel ist Royal Regiment of Foot. Died 28 July 1846, aged 74. He served in Holland, Egypt, Syria, the West Indies, Denmark, and Sweden ; wsLS Q.M.G. in the Peninsula; Commander-in-Chief in Canada; Chief of the Staff of the Army of Occupation in France ; Commander of the Forces in Ireland, and twice Master-General of the Ordnance. He was Governor of this College from 1819 to 1824.
Il fiume Murray ed il monte Murray in Australia, e la Murray House di Hong Kong prendono il nome da lui. La città di Perth prende da lui il nome per il fatto che fu deputato per il Perthshire.

## Ascendenza
|                                             |                                          |                                            | Genitori                             |  |  | Nonni |  |  | Bisnonni                         |  |  | Trisnonni                        |  |
|                                             |                                          |                                            |                                      |  |  |       |  |  | 8. William Murray, III baronetto |  |  | 16. Patrick Murray, II baronetto |  |
|                                             |                                          |                                            |                                      |  |  |       |  |  | 8. William Murray, III baronetto |  |  | 16. Patrick Murray, II baronetto |  |
|                                             |                                          | 17. Margaret Haldane                       |                                      |  |  |       |  |  | 8. William Murray, III baronetto |  |  |                                  |  |
| 4. Patrick Murray, IV baronetto             |                                          |                                            |                                      |  |  |       |  |  | 8. William Murray, III baronetto |  |  |                                  |  |
|                                             |                                          | 9. Catherine Fraser                        | 18. Hugh Fraser, IX Lord Lovat       |  |  |       |  |  |                                  |  |  |                                  |  |
|                                             |                                          | 9. Catherine Fraser                        | 18. Hugh Fraser, IX Lord Lovat       |  |  |       |  |  |                                  |  |  |                                  |  |
|                                             |                                          | 9. Catherine Fraser                        | 19. Amelia Murray                    |  |  |       |  |  |                                  |  |  |                                  |  |
| 2. William Murray, V baronetto              |                                          | 9. Catherine Fraser                        |                                      |  |  |       |  |  |                                  |  |  |                                  |  |
|                                             |                                          | 10. John Hamilton                          | 20. William Hamilton                 |  |  |       |  |  |                                  |  |  |                                  |  |
|                                             |                                          | 10. John Hamilton                          | 20. William Hamilton                 |  |  |       |  |  |                                  |  |  |                                  |  |
|                                             |                                          | 10. John Hamilton                          | 21. Mary Erskine                     |  |  |       |  |  |                                  |  |  |                                  |  |
| 5. Helen Hamilton                           |                                          | 10. John Hamilton                          |                                      |  |  |       |  |  |                                  |  |  |                                  |  |
|                                             |                                          | 11. Jean Garthshore                        | …                                    |  |  |       |  |  |                                  |  |  |                                  |  |
|                                             |                                          | 11. Jean Garthshore                        | …                                    |  |  |       |  |  |                                  |  |  |                                  |  |
|                                             |                                          | 11. Jean Garthshore                        | …                                    |  |  |       |  |  |                                  |  |  |                                  |  |
| 1. George Murray                            |                                          | 11. Jean Garthshore                        |                                      |  |  |       |  |  |                                  |  |  |                                  |  |
|                                             | 12. John Mackenzie, II conte di Cromarty | 24. George Mackenzie, I conte di Cromartie |                                      |  |  |       |  |  |                                  |  |  |                                  |  |
|                                             | 12. John Mackenzie, II conte di Cromarty | 24. George Mackenzie, I conte di Cromartie |                                      |  |  |       |  |  |                                  |  |  |                                  |  |
|                                             | 12. John Mackenzie, II conte di Cromarty | 25. Anne Sinclair                          |                                      |  |  |       |  |  |                                  |  |  |                                  |  |
| 6. George Mackenzie, III conte di Cromartie | 12. John Mackenzie, II conte di Cromarty |                                            |                                      |  |  |       |  |  |                                  |  |  |                                  |  |
|                                             |                                          | 13. Mary Murray                            | 26. Patrick Murray, III Lord Elibank |  |  |       |  |  |                                  |  |  |                                  |  |
|                                             |                                          | 13. Mary Murray                            | 26. Patrick Murray, III Lord Elibank |  |  |       |  |  |                                  |  |  |                                  |  |
|                                             |                                          | 13. Mary Murray                            | 27. Anne Burnet                      |  |  |       |  |  |                                  |  |  |                                  |  |
| 3. Augusta Mackenzie                        |                                          | 13. Mary Murray                            |                                      |  |  |       |  |  |                                  |  |  |                                  |  |
|                                             |                                          | 14. William Gordon                         | 28. Adam Gordon                      |  |  |       |  |  |                                  |  |  |                                  |  |
|                                             |                                          | 14. William Gordon                         | 28. Adam Gordon                      |  |  |       |  |  |                                  |  |  |                                  |  |
|                                             |                                          | 14. William Gordon                         | 29. Anne Urquhart                    |  |  |       |  |  |                                  |  |  |                                  |  |
| 7. Isabel Gordon                            |                                          | 14. William Gordon                         |                                      |  |  |       |  |  |                                  |  |  |                                  |  |
|                                             |                                          | 15. Isabel Hamilton                        | 30. John Hamilton                    |  |  |       |  |  |                                  |  |  |                                  |  |
|                                             |                                          | 15. Isabel Hamilton                        | 30. John Hamilton                    |  |  |       |  |  |                                  |  |  |                                  |  |
|                                             |                                          | 15. Isabel Hamilton                        | 31. Ursala Ralston                   |  |  |       |  |  |                                  |  |  |                                  |  |
|                                             |                                          | 15. Isabel Hamilton                        |                                      |  |  |       |  |  |                                  |  |  |                                  |  |